# 烏梅省
6°23′N 5°25′W / 6.383°N 5.417°W

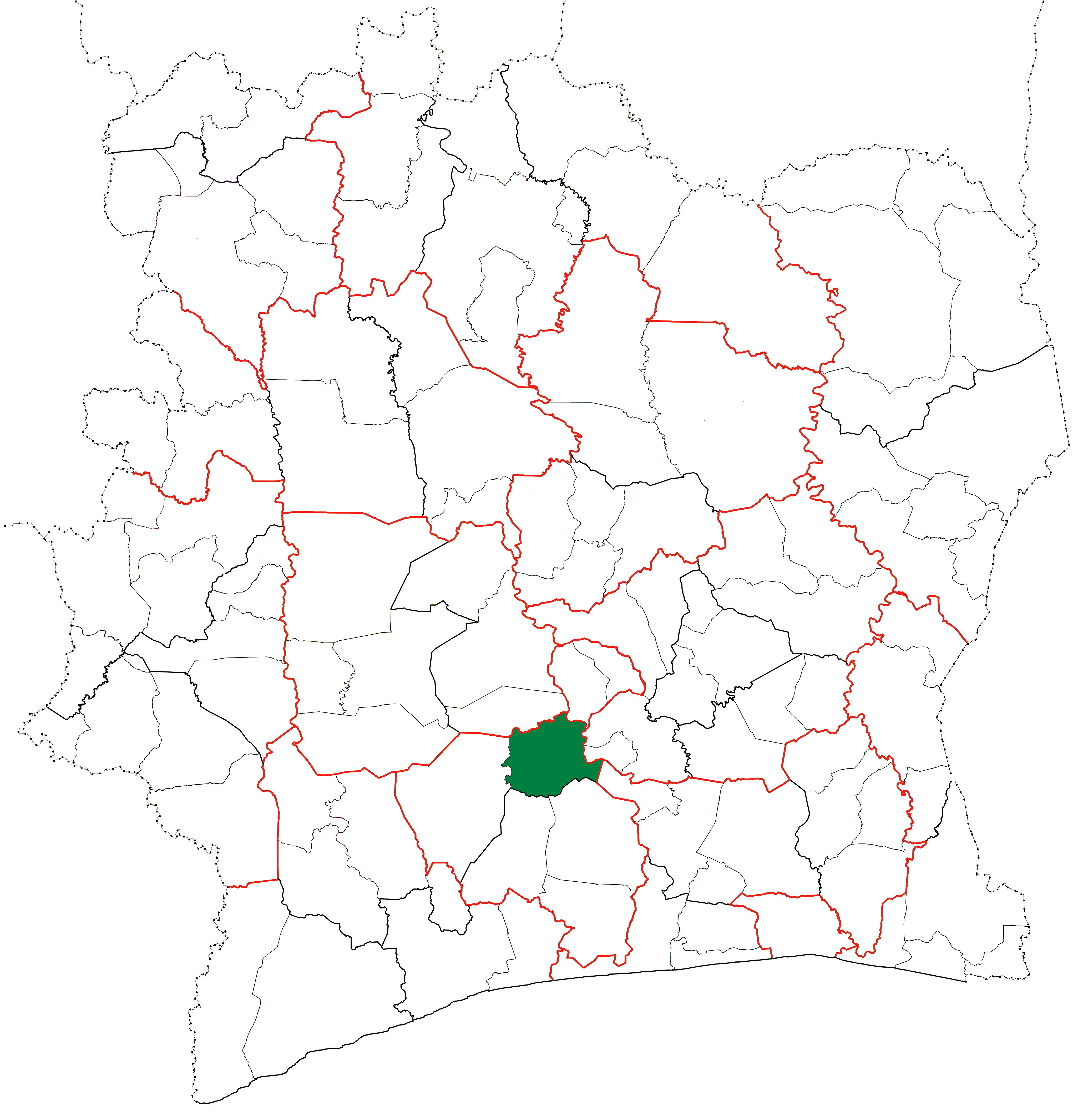

烏梅省（Oumé Department），是科特迪瓦的省份，位於該國南部戈吉布阿區，由戈大區負責管轄，首府設於烏梅，成立於1980年，西面是加尼奧阿省，2014年人口274,020。